# Jednací řád Poslanecké sněmovny
Jednací řád Poslanecké sněmovny, plným názvem zákon č. 90/1995 Sb., o jednacím řádu Poslanecké sněmovny, je zákon, který upravuje zásady jednání Poslanecké sněmovny i společné schůze komor Parlamentu a postavení poslanců, orgánů a funkcionářů Poslanecké sněmovny.

## Systematika zákona
Jednací řád se člení na 21 částí:
1. Úvodní ustanovení
2. Poslanci – upravuje mandát a slib poslance, účast na jednání sněmovny, právo interpelací, disciplinární řízení s poslanci a řízení o vyslovení souhlasu s trestním stíháním
3. Zasedání Sněmovny – stanoví, že zasedání jsou stálá, umožňuje však jejich přerušení
4. Ustavující schůze Sněmovny
5. Funkcionáři Sněmovny – předseda a místopředsedové sněmovny
6. Orgány Sněmovny – normuje pouze sněmovní výbory (zvláště mandátový a imunitní, organizační a volební) a komise, specificky vyšetřovací komisi
7. Předmět jednání Sněmovny – upravuje působnost sněmovny, svolávání schůzí, návrhy k projednání věci, jednání a zápisy
8. Hlasování ve Sněmovně a jejích orgánech – stanoví, jaké jsou způsoby hlasování (veřejné a tajné) a jak se zjišťuje jejich výsledek
9. Poslanecké kluby
10. Společná schůze Sněmovny a Senátu – dříve regulovala volbu prezidenta republiky, od roku 2012 již jen složení slibu nově zvoleného prezidenta
11. Jednání o důvěře vládě – reguluje jak řízení o žádosti o vyslovení důvěry, tak o návrhu na vyslovení nedůvěry
12. Jednání o návrzích zákonů – normuje zákonodárný proces, zvláště pak jednání v režimu legislativní nouze nebo za stavu ohrožení státu či válečného stavu
13. Projednávání návrhu zákona o státním rozpočtu
14. Vyhlašování zákonů
15. Jednání o mezinárodních smlouvách
15a. Projednávání záležitostí Evropské unie
15b. Zkrácené jednání ve věcech bezpečnosti republiky
16. Interpelace
17. Petice a jiná podání občanů
18. Způsoby voleb a nominací
19. Kancelář sněmovny
20. Parlamentní stráž – do doby přijetí zákona o Parlamentní stráži vykonává její funkce Policie České republiky
21. Všeobecná, přechodná a závěrečná ustanovení

Dále zákon obsahuje přílohy:
1. Jednací řád vyšetřovací komise
2. Volební řád pro volby konané Poslaneckou sněmovnou a pro nominace vyžadující souhlas Poslanecké sněmovny
3. Ustavení komisí na základě parity